# Đũa mốc chòi mâm son
Đũa mốc chòi mâm son (tựa gốc: She's Out of My League) là một phim hài lãng mạn của Mỹ năm 2010 do Jim Field Smith đạo diễn với bộ đôi Sean Anders và John Morris viết kịch bản. Phim có sự tham gia của Jay Baruchel và Alice Eve, sản xuất bởi Jimmy Miller và David Householter cho hãng Paramount Pictures và DreamWorks Pictures, được quay tại Pittsburgh, Pennsylvania.

## Nội dung
Kirk Kettner là nhân viên an ninh tại Sân bay quốc tế Pittsburgh, anh là người hiền lành, nhút nhát, luôn muốn tái hợp với bạn gái cũ là Marnie dù cô ta đối xử tệ với anh. Trong khi đó, một cô gái quyến rũ và thành đạt tên Molly McCleish đến sân bay trước ánh mắt kinh ngạc của những người đàn ông nơi đây. Kirk là người duy nhất không tán tỉnh hoặc tìm cách đụng chạm vào người Molly, điều này thu hút cô. Molly lên máy bay thì phát hiện ra cô đã bỏ quên điện thoại iPhone ở quầy kiểm tra, Kirk đã giữ nó và hẹn sẽ trả lại cho cô vào tối hôm sau.
Kirk có ba người bạn thân là Stainer, Devon và Jack. Kirk dẫn theo Devon đến bảo tàng Andy Warhol để trả lại điện thoại cho Molly. Kirk vô tình làm đổ rượu vào người giám đốc bảo tàng nên bị đuổi khỏi bữa tiệc. Molly muốn đền bù cho Kirk bằng cách mời anh đi xem thi đấu khúc côn cầu trên băng. Kirk dẫn theo Stainer đến xem trận đấu, còn Molly dẫn theo bạn thân của cô là Patty. Sau đó Patty bí mật nói với Kirk rằng Molly thích anh.
Kirk và Molly bắt đầu hẹn hò với nhau. Stainer và Patty đều dự đoán rằng cuộc tình của Kirk và Molly sẽ sớm tan rã vì hai người có sự khác biệt quá lớn. Molly đến nhà Kirk để ăn trưa cùng gia đình anh, một cô gái tuyệt vời như Molly đã khiến Marnie ganh tị. Sau khi về căn hộ của Molly, Kirk và Molly hôn nhau say đắm khiến Kirk xuất tinh sớm ra quần đúng lúc bố mẹ của Molly đến. Kirk vội vã ra về, điều này làm Molly nổi giận vì cô cho rằng anh không tôn trọng gia đình cô. Vài ngày sau, Kirk đến gặp Molly để tiết lộ sự thật và được cô tha thứ.
Cam, bạn trai cũ của Molly, cảnh báo Kirk rằng Molly có một khuyết điểm trên cơ thể. Sau bữa tiệc với bạn bè, Kirk và Molly về căn hộ của Molly để chuẩn bị quan hệ tình dục. Kirk phát hiện ra khuyết điểm của Molly chính là ngón chân cô có màng, hai người xảy ra tranh cãi và chia tay. Kirk quay lại với Marnie, cả hai sắp đi cùng gia đình Kirk đến Branson.
Stainer nhận ra Kirk và Molly là một cặp đôi hoàn hảo không nên tách rời, anh liền gọi cho Patty để nhờ cô đưa Molly đến sân bay. Sau đó Stainer, Devon và Jack làm chuyến bay của gia đình Kirk bị hoãn nhằm giữ Kirk ở lại. Kirk chạy đi tìm Molly nhưng Marnie cố gắng ngăn cản anh. Sau khi "hạ gục" Marnie, Kirk bước đến bên Molly, hai người thừa nhận rằng họ vẫn còn yêu nhau rất nhiều và tiếp tục cuộc tình đẹp như mơ của họ. Một thời gian sau, Kirk tạo bất ngờ cho Molly bằng cách lái một chiếc máy bay nhỏ đưa cô đến Cleveland.